# 片桐聡
片桐 聡（かたぎり さとし）は、日本の大蔵・財務官僚。国税庁札幌国税局長、会計検査院第4局長等を経て、会計検査院事務総局次長。

## 人物
千葉県出身。千葉県立千葉高等学校を経て、1989年、東京大学法学部卒業、大蔵省入省。1994年大館税務署長。1995年国税庁長官官房人事課課長補佐。2006年日本貿易振興機構コペンハーゲン事務所長。2009年財務省大臣官房企画官。2010年財務省主税局税制第1課主税企画官。2011年財務省大臣官房付兼内閣官房内閣参事官（内閣官房副長官補付）、内閣官房原子力発電所事故による経済被害対応室参事官。同年原子力損害賠償支援機構執行役員。2013年財務省理財局国債業務課長。2014年財務省理財局国債企画課長兼理財局国債業務課長。同年財務省理財局国債企画課長。2015年防衛省大臣官房会計課長。2017年財務省大臣官房政策金融課長。2018年財務省大臣官房政策金融課長兼大臣官房信用機構課長。同年国税庁札幌国税局長。2019年会計検査院事務総長官房審議官（第5局担当）。2021年会計検査院事務総長官房総括審議官。2022年4月1日、会計検査院第4局長。2024年1月8日、会計検査院第5局長。2025年4月1日、会計検査院事務総局次長。